# This Is Who We Are
This Is Who We Are — перший відео альбом американського металкор гурту «As I Lay Dying», який вийшов 14 квітня 2009 року під лейблом Metal Blade Records. Було продано 4200 копій у США впродовж першого тижня продажу, що дозволило йому вийти на друге місце у чарті Top Music Videos. 18 травня 2009 року DVD здобув золоту сертифікацію у США та срібну сертифікацію у Канаді від CRIA.

## Диск 1: документальний
Документальний фільм про групу.

## Диск 2: Живі виступи
1. Falling Upon Deaf Ears (Seacoast Community Church)
2. Forever (Seacoast Community Church)
3. Meaning In Tragedy (The Jumping Turtle)
4. The Darkest Nights (The Jumping Turtle)
5. Separation (The Grove of Anaheim)
6. Nothing Left (The Grove of Anaheim)
7. An Ocean Between Us (The Grove of Anaheim)
8. Within Destruction (The Grove of Anaheim)
9. Forsaken (The Grove of Anaheim)
10. Distance Is Darkness (The Grove of Anaheim)
11. I Never Wanted (The Grove of Anaheim)
12. The Sound of Truth (The Grove of Anaheim)
13. 94 Hours (Cornerstone)
14. Through Struggle (Wacken Open Air)
15. Reflection (With Full Force Festival)
16. Confined (Wacken Open Air)

## Диск 3: музичні кліпи
1. Nothing Left
2. The Sound of Truth
3. Within Destruction
4. Confined
5. Through Struggle
6. Darkest Nights
7. Forever
8. 94 Hours